# 蘇瓦斯韋西湖
蘇瓦斯韋西湖（芬蘭語：Suvasvesi）是芬蘭的湖泊，位於東部北薩沃區，毗鄰庫奧皮奧，面積233.58平方公里，海拔高度81.7米，平均水深10.4米，最大水深89米，蓄水量24.29億立方米，湖中有688座島嶼。